# Acacia oerfota
Acacia oerfota es una especie de arbusto o árbol perennifolio perteneciente a las familias de las fabáceas. Se encuentra en África, Asia y Oriente Medio.

## Descripción
Es un arbusto (o árbol pequeño) que alcanza un tamaño de 1-5 m de altura, ramificado desde la base,  de corteza verde abajo, de color blanco-verde por encima, la epidermis de las ramitas jóvenes no se pelan; con estípulas espinescentes. Las hojas pequeñas de dos en dos, las flores blancas y verdes.

## Ecología
Se encuentra en los matorrales caducifolios, matorral seco, con árboles, matorrales de semidesierto y matorrales con Balanites aegyptiaca y Acacia tortilis en la sabana, a una altitud de 0-1600 metros. (600-1370 m de Etiopía), en matorrales de Acacia, a menudo común o localmente dominante, etc.

## Taxonomía
Acacia oerfota fue descrita por (Forssk.) Schweinf. y publicado en Bulletin de l'Herbier Boissier 4(app. 2): 213. 1896.
Etimología
Ver: Acacia: Etimología
Sinonimia
- Acacia gorinii Chiov.
- Acacia nubica Benth.
- Acacia orfota sensu auct.
- Acacia pterygocarpa Benth.[5]
- Mimosa oerfota Forssk.[6]